# Ankyropetalum
Ankyropetalum es un género  de plantas con flores   perteneciente a la familia de las cariofiláceas. Comprende 4 especies descritas y de estas, solo 3 aceptadas.

## Descripción
Son plantas perennes rígidas con ramas muy delgadas. Hojas opuestas, poco caducas, lineares, estipuladas. Las inflorescencias dicasiales, flojas, paniculadas. Brácteas membranosas. Cáliz cilíndrico, 5-nervado, dientes pequeños. Pétalos 5, insertado en el margen superior de un disco en forma de copa. Los frutos son cápsulas  ovoides, con 4 válvas, irregularmente dehiscentes. Semillas 1-3, reniforme-globulares, arrugado-granuladas.

## Taxonomía
El género fue descrito por Eduard Fenzl y publicado en Botanische Zeitung (Berlin) 1: 393. 1843. La especie tipo es: Ankyropetalum gypsophiloides Fenzl

## Especies aceptadas
A continuación se brinda un listado de las especies del género Ankyropetalum aceptadas hasta octubre de 2013, ordenadas alfabéticamente. Para cada una se indica el nombre binomial seguido del autor, abreviado según las convenciones y usos.
- Ankyropetalum arsusianum Kotschy
- Ankyropetalum gypsophiloides Fenzl
- Ankyropetalum reuteri Boiss. & Hausskn.